# Kolomyja
Kolomyja (ukrainska: Коломия uttal (fil); ryska: Коломыя; polska: Kołomyja; tyska: Kolomea; rumänska: Colomeea) är en stad i västra Ukraina, vid övre Prut. Kolomyja, som för första gången nämns i ett dokument från år 1240, har omkring 61 000 invånare.
Staden tillhörde fram till 1939 Polen och var i början av 1900-talet känd som järnvägsknut, för textil- och kemisk industri och handel med jordbruksprodukter.